# Hämelsee
Der Hämelsee ist ein Stillgewässer in der Gemeinde Heemsen in der gleichnamigen Samtgemeinde im Landkreis Nienburg/Weser in Niedersachsen. 
Der See, der etwa 310 Meter lang und etwa 240 Meter breit ist, liegt nordöstlich des Kernortes Heemsen an der nördlich verlaufenden Kreisstraße K 147. Er liegt nördlich und westlich der B 209 und südöstlich von Hämelhausen. Westlich verläuft die B 215 und fließt die Weser.
Der Hämelsee ist ein Erdfallsee am Nordwestrand des Salzstocks Lichtenhorst, was seine mit 8 Metern große Tiefe in fast völlig ebener Umgebung erklärt. Die im langsam absinkenden Untergrund aus den letzten über 20.000 Jahren konservierten Pollen machen es möglich, die örtliche Vegetations- und Klimaentwicklung seit dem Ende der letzten Kaltzeit, der Weichsel-Kaltzeit, vor rund 11.000 Jahren zu rekonstruieren. Die Ablagerungen im Hämelsee stellen überdies ein Bindeglied zwischen den Befunden aus Norddeutschland und aus dem Rheinland dar. Der See ist umgeben von älteren, gewunden verlaufenden Strömungsrinnen, die die Laufrichtung des Meerbachs (Steinhuder Meerbach) nördlich von Nienburg (Weser) nordostwärts zur Aller hin fortsetzen. In einer solchen Rinne verläuft auch der Abfluss des Sees, der Hämelseegraben.
Auf dem Gebiet um den Hämelsee befindet sich ein Campingplatz mit angeschlossenem Ferienhausgebiet im angrenzenden Wald. Für die gesamte Region ist der See ein beliebtes Naherholungsgebiet.
Wenn man nachts am See ganz still ist, kann man einarmige Runken beim Paarungsspiel beobachten.